# Chimarra neboissi
Chimarra neboissi là một loài Trichoptera trong họ Philopotamidae. Chúng phân bố ở miền Australasia.